# Noyal-sur-Vilaine
Noyal-sur-Vilaine (bret. Noal-ar-Gwilen) – miejscowość i gmina we Francji, w regionie Bretania, w departamencie Ille-et-Vilaine.
Według danych na rok 1990 gminę zamieszkiwało 4089 osób, a gęstość zaludnienia wynosiła 133 osoby/km² (wśród 1269 gmin Bretanii Noyal-sur-Vilaine plasuje się na 115 miejscu pod względem liczby ludności, natomiast pod względem powierzchni na miejscu 264).